# Dolmen de Kermabon
Le dolmen de Kermabon (ou dolmen de En-Tri-Men, les Trois-Pierres) est un dolmen situé à Bieuzy, dans le département français du Morbihan.

## Localisation
Le dolmen est situé dans un champ, à environ 300 m à vol d'oiseau est-nord-est du hameau de Kermabon, qui lui donne son nom.

## Historique
Le dolmen a été fouillé vers 1900 mais il avait précédemment été pillé. Le dolmen est classé au titre des monuments historiques par décret du 12 février 1935.

## Description
L'édifice est un dolmen simple composé d'une dalle de couverture que supportent trois orthostates. Il manque deux à trois supports. La table de couverture mesure environ 2,7 × 2 m charbon. Elle comporte sur son côté sud une trace de tentative de débitage. Toutes les dalles sont en granite feuilleté de Lanvaux.
Le matériel archéologique découvert dans le dolmen comprend des fragments de silex, des haches polies, des galets et des restes de charbon.